# Барбадільйо-дель-Меркадо
Барбадільйо-дель-Меркадо (ісп. Barbadillo del Mercado) — муніципалітет в Іспанії, у складі автономної спільноти Кастилія-і-Леон, у провінції Бургос. Населення — 156 осіб (2010).
Муніципалітет розташований на відстані близько 180 км на північ від Мадрида, 44 км на південний схід від Бургоса.

## Демографія
Динаміка населення (INE ):

## Галерея зображень

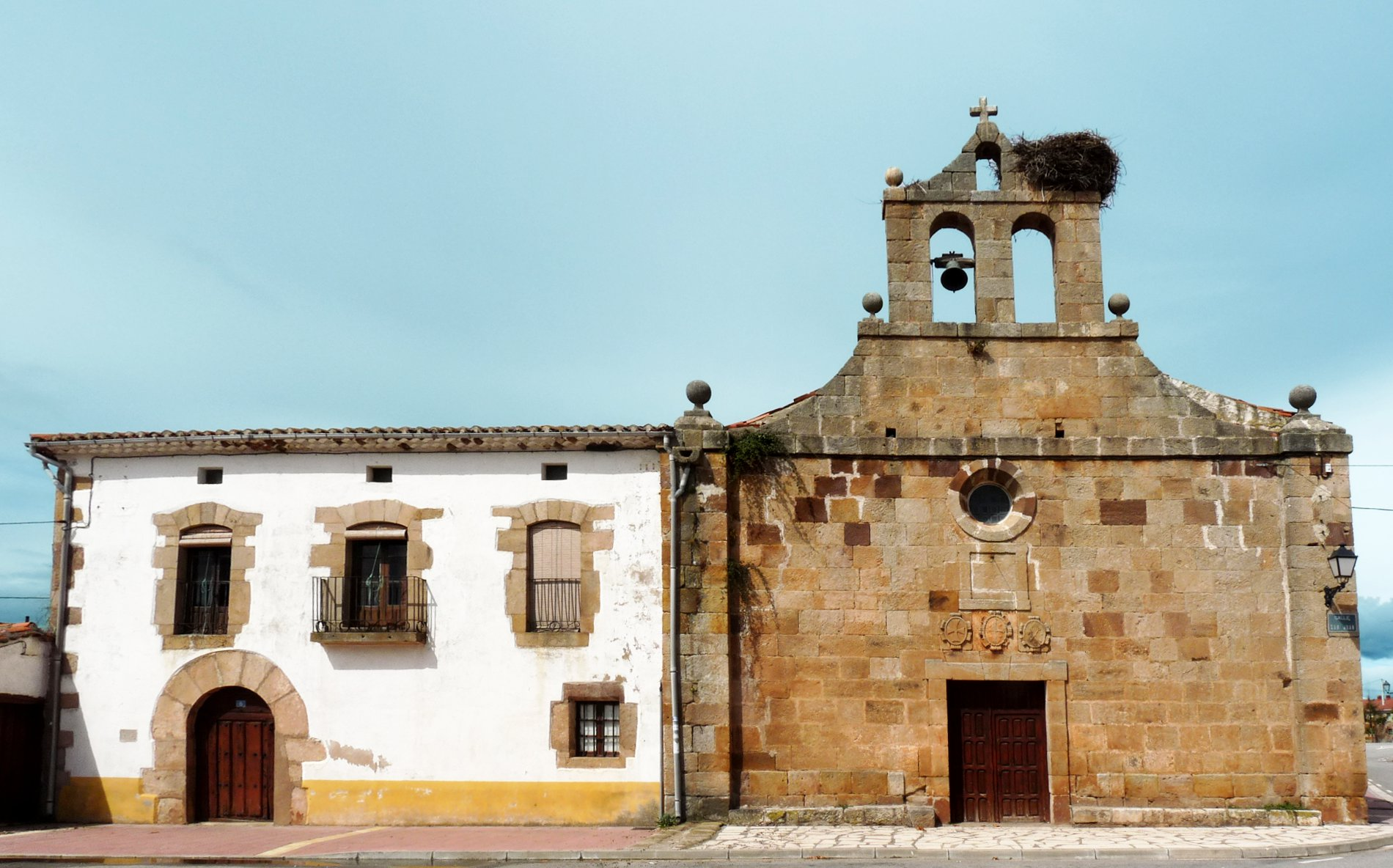
Церква Ла-Тринідад